# VVER reaktor
VVER reaktor ili tlačni reaktor PWR sovjetske tehnologije (rus.: Водо-водяной энергетический реактор ili vodo-vodnoj energetičeskij reaktor) je serija tlačnih reaktora PWR, koja se započela graditi u bivšem Sovjetskom Savezu, sa snagama do 1000 MW. Kao nuklearno gorivo se koristio malo obogaćeni uranijev dioksid (UO2). Danas je u pogonu oko 50 reaktora ovakvog ruskog tipa (Armenija, Bugarska, Kina, Češka, Finska, Mađarska – Nuklearna elektrana Paks, Indija, Iran, Slovačka, Ukrajina i Rusija).

## Povijest
Prvi VVER reaktor je sagrađen prije 1970. Najčešći model ovih reaktora je VVER-440 Model V230, instalirane snage 440 MW. Glavna razlika ovih nuklearnih reaktora s obzirom na zapadne reaktore je da on ima 6 petlji rashladnog sustava, dok tlačni reaktori PWR imaju obično 2 do 4 petlje rashladnog sustava. Poboljšana varijanta VVER-440, Model V213 ima dodatne ugrađene dijelove nuklearne sigurnosti koje su usvojili sovjetski konstruktori, a obuhvaća dodatno hlađenje jezgre nuklearnog reaktora i pomoćni sustav napojne vode, te poboljšane sustave otkrivanja kvarova i povećanog ionizirajućeg zračenja.
Najveći model VVER-1000 je razvijen nakon 1975., a ima 4 petlje rashladnog sustava, smještenog unutar zaštitne betonske strukture, koji rasprskava rashladno sredstvo pod tlakom. Ovaj model ima ugrađenu automatsku kontrolu sigurnosti, koji odgovara zapadnim standardima nuklearnih reaktora III. generacije. Na tržištu se nudi i model VVER-1200, instalirane snage 1200 MW, koji ima još naprednije kontrole sigurnosti.

## Način rada
VVER reaktor je nuklearni reaktor hlađen i moderiran (usporivač neutrona) običnom demineraliziranom vodom. Nuklearni gorivni štapovi su uronjeni u vodu pod tlakom od 15 MPa, tako da voda vrije tek iznad 300 °C. Nuklearno gorivo je malo obogaćeni uranijev dioksid UO2 (od 2,4 do 4,4% uranij-235). Jakost nuklearne reakcije (snaga) se kontrolira kontrolnim štapovima, koji se nalaze s gornje strane nuklearnog reaktora. U slučaju da dođe do problema s kontrolom lančane nuklearne reakcije, kontrolni štapovi se potpuno uranjaju do dna nuklearnog reaktora, čime se on gasi.
VVER reaktor je konstruiran za vijek trajanja od 35 godina. Najnovija ruska istraživanja su pokazala da se vijek trajanja može produžiti na 50 godina, ako se glavni dijelovi zamijene. Tako na primjer, nuklearna elektrana Novovoronjež je ugašena 2010., s ciljem zamjene vitalnih dijelova i produžetka rada za sljedećih 30 godina.

## Nuklearne elektrane s VVER reaktorom
| Nuklearna elektrana | Država   | Nuklearni reaktor                                                         | Opis |
| ------------------- | -------- | ------------------------------------------------------------------------- | --- |
| Akkuyu              | Turska   | (4 × VVER-1200/491) (AES-2006)                                            | Planirani završetak radova od 2019. do 2022.                                                                               |
| Balakovo            | Rusija   | 4 × VVER-1000/320 (2 × VVER-1000/320)                                     | 4 reaktora u normalnom radu; gradnja reaktora 5 i 6 obustavljena.                                                          |
| Belene              | Bugarska | (2 × VVER-1000/446)                                                       | Gradnja obustavljena. |
| Bohunice            | Slovačka | 2 × VVER-440/230 2 × VVER-440/213                                         | Podijeljena u 2 elektrane, V-1 i V-2 s dva reaktora svaka. VVER-440/230 reaktori stavljeni izvan pogona 2007.              |
| Bušeher             | Iran     | 1 × VVER-1000/446 (3 × VVER-1000/446)                                     | Model V-320 prilagođen elektrani Bušeher. Reaktor 2 i 3 u planu, reaktor 4 otkazan.                                        |
| Dukovani            | Češka    | 4 × VVER 440/213                                                          | Reaktor 3 nadograđen na snagu 502 MW od 2009. do 2012.                                                                     |
| Greifswald          | Njemačka | 4 × VVER-440/230 1 × VVER-440/213 (3 × VVER-440/213)                      | Stavljena izvan pogona. Reaktor 6 završen, ali nikad nije proradio. Reaktori 7 i 8 otkazani.                               |
| Kalinin             | Rusija   | 2 × VVER-1000/338 1 × VVER-1000/320 (1 × VVER-1000/320)                   | U normalnom radu; reaktor 4 završen 2011.                                                                                  |
| Hmeljnicki          | Ukrajina | 2 × VVER-1000/320 (2 × VVER-1000/392B)                                    | 2 reaktora u normalnom radu; reaktor 3 i 4 u gradnji.                                                                      |
| Kola                | Rusija   | 2 × VVER-440/230 2 × VVER-440/213                                         | 4 reaktora u normalnom radu.                                                                                               |
| Koodankulam         | Indija   | (2 × VVER-1000/412) (AES-92)                                              | U gradnji, završetak (2008/2009) kasni zbog antinuklearnih protesta.                                                       |
| Kozloduj            | Bugarska | 4 × VVER-440/230 2 × VVER-1000                                            | Reaktori VVER-440/230 stavljeni izvan pogona od 2003. do 2006. Druga dva reaktora otkazana.                                |
| Leninjgrad II       | Rusija   | 2 × VVER-1200/491 (2 × VVER-1200/491)                                     | Reaktori su prototipovi modela VVER-1200/491 (AES-2006) i u gradnji su.                                                    |
| Loviisa             | Finska   | 2 × VVER-440/213                                                          | Kontrolni sustav sa Zapada; potpuno drukčija zaštitna zgrada reaktora. Kasnije su nadogradeni na instaliranu snagu 488 MW. |
| Metsamor            | Armenija | 2 × VVER-440/230                                                          | Jedan reaktor ugašen 1989., a drugi u normalnom radu.                                                                      |
| Mochovce            | Slovačka | 2 × VVER-440/213 (2 × VVER-440/213)                                       | Reaktor 1 i 2 u normalnom radu. Za reaktor 3 i 4 obustavljena izgradnja zbog nedostatka novca, planira se nastavak.        |
| Novovoronjež        | Rusija   | 1 x VVER-210 (V-1) 1 x VVER-365 (V-3) 2 × VVER-440/179 1 × VVER-1000/187  | Reaktori 1 i 2 ugašeni. Reaktor 3 u normalnom radu i nadograđen 2002.                                                      |
| Novovoronjež II     | Rusija   | (2 × VVER-1200/392M) (AES-2006)                                           | Reaktori su prototipovi modela VVER-1200/392M (AES-2006) i u gradnji su.                                                   |
| Paks                | Mađarska | 4 × VVER-440/213                                                          | 4 reaktora u normalnom radu, dok su 2 x VVER-1000/320 u planu.                                                             |
| Rheinsberg          | Njemačka | 1 × VVER-210                                                              | Stavljena izvan pogona. |
| Rivne               | Ukrajina | 2 × VVER-440/213 2 × VVER-1000/320 (2 × VVER-1000/320)                    | 4 reaktora u normalnom radu; reaktori 5 i 6 otkazani.                                                                      |
| Južna Ukrajina      | Ukrajina | 1 × VVER-1000/302 1 × VVER-1000/338 1 × VVER-1000/320 (1 × VVER-1000/320) | 3 reaktora u normalnom radu; reaktor 4 otkazan.                                                                            |
| Stendal             | Njemačka | (4 × VVER-1000/320)                                                       | Sva 4 reaktora otkazana nakon ujedinjenja Njemačke.                                                                        |
| Temelín             | Češka    | 2 × VVER-1000/320 (2 × VVER-1000/320)                                     | 2 reaktora u normalnom radu; reaktori 3 i 4 najprije otkazani, pa zatim ponovno u planu.                                   |
| Tianwan             | Kina     | 2 × VVER-1000/428 (AES-91) (6 × VVER-1000/428)                            | 2 reaktora u normalnom radu; reaktori 3 do 8 u planu.                                                                      |
| Volgodonsk          | Rusija   | 2 × VVER-1000/320 (2 × VVER-1000/320)                                     | 2 reaktora u normalnom radu; reaktori 3 i 4 u gradnji.                                                                     |
| Zaporoška           | Ukrajina | 6 × VVER-1000/320                                                         | 6 reaktora u normalnom radu; najveća nuklearna elektrana u Europi.                                                         |